# Tolerans (medicin)
Tolerans betecknar inom medicinen, och då särskilt inom farmakologin, fenomenet att ett ämne kan ge minskad farmakologisk verkan om det intas upprepade gånger. I vissa fall kan samma verkan återfås om dosen ökas. Flera olika mekanismer ligger bakom utveckling av tolerans.

## Droger
Tolernas är ett fenomen som förekommer i samband med flera olika droger. Ökad tolerans innebär för droganvändaren att kroppen vid upprepat intag av till exempel tobak, alkoholdrycker eller opiater vänjer sig vid drogen med följden att den största möjliga psykiska effekten minskar och att en större dos behövs för att få samma effekt som en mindre dos tidigare uppnådde. Tolerans är inte detsamma som beroende.